# Virus (Noyz Narcos)
Virus è il sesto album in studio del rapper italiano Noyz Narcos, pubblicato il 14 gennaio 2022 dalla Thaurus Music e dalla Believe Digital.

## Descrizione
Uscito a quattro anni di distanza dal precedente Enemy (che Noyz ai tempi aveva presentato come l'ultimo album che avrebbe pubblicato), Virus è stato annunciato l'8 dicembre 2021 tramite un trailer che diceva: «Sono passati 20 anni, tutto è cambiato per non cambiare niente: siete cambiati solo voi. Avevo deciso di lasciare ma non posso, per potermi liberare di questo mostro devo lasciarlo sfogare ancora. Oltre alla plastica e ai rifiuti tossici, sotto ai tombini di questo Paese c'è ancora tanta merda che scorre e aspetta solo il momento giusto per venire a galla. La mia musica è sempre stata una piaga per il sistema, come un virus, che nel tempo ha continuato a mutare per diventare più forte dell'organismo che ha scelto di abitare. La roba nuova in arrivo è una minaccia per chiunque la ascolti. Ma soprattutto per me».
Il 17 dicembre successivo esce il docu-film Noyz Narcos - Dope Boys Alphabet, disponibile su LIVENow e tre giorni dopo su Prime Video che ripercorre la carriera di Noyz e racconta la lavorazione di Virus. Il 20 dicembre 2021 viene annunciata la data di uscita dell'album e svelata la copertina, mentre la tracklist viene pubblicata il 5 gennaio 2022.

## Tracce
1. Intro – assente nell'edizione digitale
2. Uomo a terra – 2:03
3. Virus – 2:20
4. Volante 4 (feat. Ketama126 & Franco126) – 3:28
5. Cry Later (feat. Sfera Ebbasta & Luchè) – 2:54
6. Welcome Back (feat. Raekwon) – 3:23
7. Spine (feat. Coez) – 2:35
8. Foot Locker (feat. Geolier) – 3:02
9. No Ratz (feat. Capo Plaza & Gué Pequeno) – 3:22
10. Blister (feat. Franco126) – 3:19
11. Dope Boy – 2:39
12. Worst Way (feat. Cam'ron) – 2:41
13. War Games – 2:21
14. Money Bagz (feat. Speranza) – 2:28
15. Verano zombie pt. 3 (feat. Gemello & Metal Carter) – 4:18
16. Daytona 2000 (feat. Rasty Kilo) – 2:41
17. Victory Lap – 2:14
18. Rvssian Bag (feat. Gast, Click Head & Thristin Howl III) – assente nell'edizione digitale

Tracce bonus nella riedizione del 2023
1. Traphouse (feat. Massimo Pericolo) – 2:32
2. The Major – 2:37

## Formazione
- Noyz Narcos – voce
- Sine – produzione (tracce 1, 3 e 7)
- Night Skinny – produzione (tracce 2, 4-6, 8-14, 16 e 18)
- Ketama126 – voce aggiuntiva (traccia 3)
- Franco126 – voce aggiuntiva (traccia 3 e 9)
- Sfera Ebbasta – voce aggiuntiva (traccia 4)
- Luchè – voce aggiuntiva (traccia 4)
- Drillionaire – produzione (traccia 5)
- Raekwon – voce aggiuntiva (traccia 5)
- Coez – voce aggiuntiva (traccia 6)
- Geolier – voce aggiuntiva (traccia 7)
- Capo Plaza – voce aggiuntiva (traccia 8)
- Gué Pequeno – voce aggiuntiva (traccia 8)
- Cam'ron – voce aggiuntiva (traccia 11)
- Speranza – voce aggiuntiva (traccia 13)
- Gemello – voce aggiuntiva (traccia 14)
- Metal Carter – voce aggiuntiva (traccia 14)
- Rasty Kilo – voce aggiuntiva (traccia 15)
- Greg Willen – produzione (traccia 15)
- Mace – produzione (traccia 17)
- Gast – voce aggiuntiva (traccia 18)
- Click Head – voce aggiuntiva (traccia 18)
- Thristin Howl III – voce aggiuntiva (traccia 18)

## Classifiche

### Classifiche settimanali
| Classifica (2022) | Posizione massima |
| ----------------- | ----------------- |
| Italia            | 1                 |
| Svizzera          | 20                |

### Classifiche di fine anno
| Classifica (2022) | Posizione |
| ----------------- | --------- |
| Italia            | 17        |